# Riksvapen
Riksvapen eller statsvapen är ett heraldiskt vapen eller emblem för en stat och är jämte nationalflaggan statens främsta nationalsymbol.
I Europa och många före detta kolonialländer används den heraldiska skölden som riksvapen, ofta krönt med en krona. Vapnet kan även ha andra rangtecken som sköldhållare och vapenmantel och som håller upp vapenskölden. Det stora svenska riksvapnet är ett typiskt riksvapen för monarkier i Europa. Det finns även flera före detta republiker i Östeuropa som efter kommunismens fall återtagit det gamla kungliga riksvapnet med behållit republik som styrelseform, ex Bulgarien, Serbien och Ungern. Stater utanför Europa och Sydamerika har riksvapen som bygger på helt andra traditioner än heraldiken men begreppet riksvapen används för enkelhetens skull även för dessa länders statsymboler.
En del riksvapen har starka likheter med landets nationalflagga; Bosnien och Hercegovinas riksvapen och Schweiz riksvapen är ett exempel på detta.

## Typer av riksvapen

### Heraldiska vapen
Europas riksvapen i modern mening härstammar från ed heraldiska vapen som växte fram under medeltiden. Skölden är det heraldiska riksvapents centrala del och det som alltid måste finnas med för att staten ska vara representerad. De symboler som finns kring skölden, som sköldhållare, vapenmantel, hjälmprydnad eller devisband är rangtecken och inte obligatoriska i en framställning. Ursprunget finns i sköldarna i det medeltida riddarväsendet. Riksvapen kan även omgärdas av statens förnämsta ordenstecken som i Sverige är Serafimerorden.

Sveriges riksvapen är ett exempel på ett heraldiskt riksvapen för monarkier i Europa.
Republiken Schweiz riksvapen har endast statens vapensköld utan rangtecken. Skölden är identisk med landets flagga och går tillbaka på de härtecken som fanns i tysk-romerska riket under 1100-1300-talen.
Siffror är mindre vanliga i heraldiska vapen, men Cyperns riksvapen utgör ett undantag.
Marockos riksvapen innehåller texten Om du tjänar Gud, ska han också tjäna dig på arabiska.
Israels riksvapen med en historisk sjuarmad ljusstake, avbildad såsom på Titusbågen i Forum Romanum, vilket symboliserar det judiska folkets och dess religions historiska anknytning till Judeen, det historiska landet där Israel ligger.
USA:s stora sigill räknas officiellt som ett sigill vars främsta motiv är en heraldisk vapensköld på örnens bröst.
Australiens riksvapen med bland annat en känguru.
Iraks riksvapen med en örn i arabisk stil.
Tanzanias riksvapen är ett heraldiskt vapen i en afrikansk stil.

### Statssigill
En ytterligare gestaltningsform är statssigillet.[källa behövs] Sigillet var från början en autentiserad, oförfalskbar förslutning av brev och handlingar och präglades ofta med en stämpel i vax eller liknande material. Ett sigill är oftast cirkelrunt och har sällan mer än en färg; riksvapen som grundas på sigill är ofta kolorerade versioner av dessa enfärgade sigill.

Nicaraguas riksvapen.

### Statsemblem
Under denna beteckning inryms alla nationsmärken som inte kan inordnas i de ovanstående kategorierna. Ett statsemblem kan gestaltas som en plakett eller utan fastställd form återge valfri statssymbol.

Irans riksvapen symboliserar islam och tillkom under den Iranska revolutionen 1979.
Turkiets riksvapen är mer som en logotyp.

### Ostasiatiska emblem
Den japanska pendangen till vapen är mon (紋 – "tecken" eller "emblem"), som är jämförbar med västvärldens vapenbruk. De flesta mon är enfärgade och visar en stiliserad framställning av en växt eller ett djur inramat av en cirkel. Liknade form har vapnen i andra ostasiatiska stater.

Japans riksvapen är en stiliserad krysantemumblomma.
Taiwans riksvapen med en sol.
Sydkoreas riksvapen innehåller en frilandshibiskus som är en blomma som växer i Korea. Texten under betyder Republiken Korea.

### Revolutionära emblem
Med Sovjetunionens riksvapen som förebild formgavs under andra halvan av 1900-talet flera riksvapen. De består i regel av en nästan cirkelrund bild, ofta med landskapstyper (berg, dalar, vattendrag) och innehåller nästan alltid en femuddig stjärna, ibland även en uppstigande sol, ofta förbundna med någon symbol för utveckling, arbete eller kamp (kugghjul, diverse verktyg eller vapen), omgivet av en krans av florala beståndsdelar, därpå ett devisband med nationens valspråk. Ofta med vissa nationalromantiska inslag och ibland även med inslag av teknik. Flera av dessa vapen blev ersatta av heraldiska (de flesta äldre) vapen efter Sovjetunionens sammanbrott på 1990-talet. Det icke-realsocialistiska Italiens vapen från 1948 har behållits fram till idag; Nepals riksvapen, som infördes efter inbördeskriget mellan den monarkistiska regeringen och kommunistpartiet 2006 och som skall avspegla landets nya enighet, är dock utformat efter detta mönster.

Nordkoreas riksvapen innehåller inslag av natur samtidigt som det innehåller en kraftledning som ska visa teknisk utveckling.
Italiens riksvapen har socialistisk formgivning och togs fram 1948 trots att landet inte är socialistiskt.
Nordmakedoniens riksvapen har ett förflutet från tiden då landet var socialistiskt. Trots att Nordmakedonien inte är socialistiskt idag har det behållits, men stjärnan har tagits bort.
Angolas riksvapen visar landets viktiga produkter, vete, kaffe och bomull.

### Övriga riksvapen
En del riksvapen kan inte ses som självklara att tillhöra någon viss typ. I en del fall har de utformats efter förebilder som har varit av en mer tydlig grupp men som efter ändringar istället blivit mer som en hybrid. Andra fall kan vara utformade som en sort men officiellt benämnas som något annat.

Frankrikes riksvapen är ett statsemblem och saknar vapensköld, men har ändå en utformning med bland annat fasces som är heraldiska symboler.
Saudiarabiens riksvapen innehåller en palm och två svärd och kan ses som ett statsemblem men med två svärd som kan tolkas som heraldiska.
Kazakstans riksvapen är utformat med ett äldre riksvapen av socialistisk typ som förebild. Trots att de socialistiska symbolerna är borta och färgerna har bytts ut finns formen kvar som påminner om förebilden.
Även Azerbajdzjans riksvapen leder tankarna till riksvapen av socialistisk typ och har ett sådant som förebild trots att symbolerna är utbytta.
Honduras riksvapen är svårt att dela in i någon grupp. Det är inte riktigt heraldiskt men innehåller inslag av nationalromantik.
Inte heller Thailands riksvapen är lätt att dela in i någon grupp. Garuda, halvt fågel, halvt människa, är en symbol som hör ihop med hinduismen.